# Calponia harrisonfordi
Calponia harrisonfordi — вид аранеоморфних павуків родини Caponiidae. Утворює монотиповий рід Calponia.

## Назва
Вид названо на честь американського кіноактора Гаррісона Форда в подяку за його озвучення документального фільму для Музею природознавства в Лондоні.

## Поширення
Ендемік Каліфорнії на південному заході США.

## Опис
Тіло завдовжки до 5 мм. На відміну від своїх більш сучасних родичів, він має декілька характерних модифікацій дистального сегмента ніг і зберігає всі вісім очей. Його біологія недостатньо вивчена, але вважається, що він їсть інших павуків.